# Segonzactis platypus
Segonzactis platypus är en havsanemonart som beskrevs av Riemann-Zürneck 1979. Segonzactis platypus ingår i släktet Segonzactis och familjen Condylanthidae. Inga underarter finns listade i Catalogue of Life.